# Сумароков-Эльстон, Михаил Николаевич
Граф Михаи́л Никола́евич Сумаро́ков-Э́льстон (9 [21] ноября 1893, Ялта, Таврическая губерния — 3 июля 1970, Лондон) — российский теннисист, участник Олимпийских игр 1912 года в Стокгольме в составе российской сборной, 8-кратный чемпион России по теннису.

## Биография
Внук первого графа Сумарокова-Эльстона, сын графа Николая Феликсовича Сумарокова-Эльстона и графини Софьи Михайловны Коскуль, двоюродный брат князя Феликса Юсупова.
Окончил Санкт-Петербургский университет. В августе 1914 года добровольцем ушёл на фронт. С 1918 года находился в эмиграции. Сначала жил на юге Франции, в Ницце, где стал известен как сильнейший мастер спорта. Играл в миксте с легендарной француженкой Сюзанн Ленглен. Затем жил в Лондоне, где и умер в 1970 году. Похоронен на Новом кладбище Чизика (Chiswick New Cemetery) в Лондоне.
Его жена — графиня Наталия Николаевна Сумарокова-Эльстон (урождённая Беллик). У Сумарокова-Эльстона есть дочь — графиня Софи Ланд, проживающая в Англии.

## Спортивная карьера

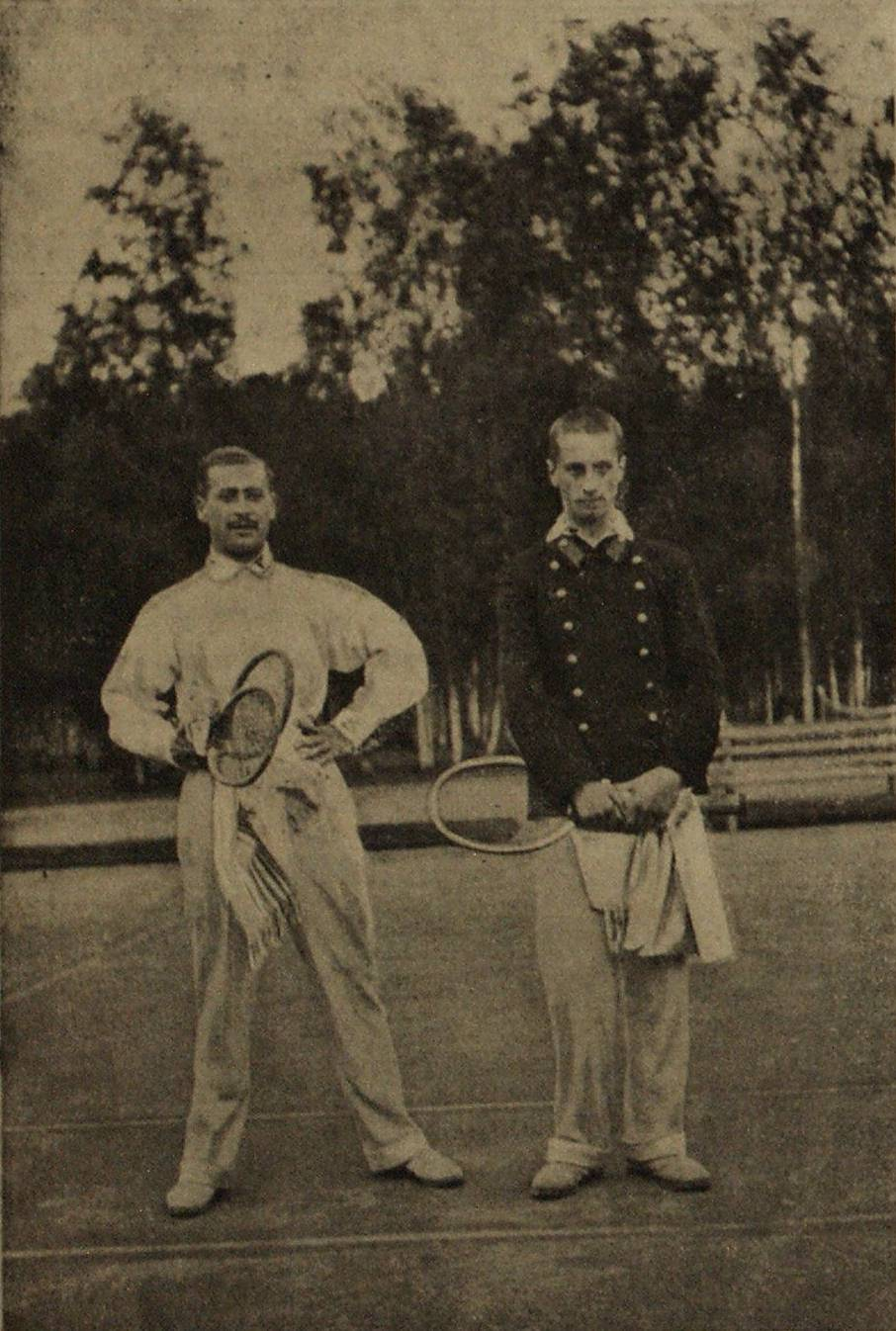
Аленицын и Сумароков на Олимпийских играх 1912 года

Один из пионеров российского профессионального тенниса. Сильнейший российский теннисист начала XX века. Входил в состав Петроградского кружка спортсменов.
Михаил Сумароков-Эльстон был восьмикратным чемпионом России по теннису, а также двукратным чемпионом России в закрытых помещениях. В период с 1910 по 1914 год он пять раз подряд побеждал в одиночном разряде, ещё дважды — в смешанном парном разряде, а также был чемпионом в парном разряде. На момент своего первого триумфа ему было всего 14 лет, и он до сих пор является самым молодым чемпионом России. Свой первый трофей в помещении он выиграл в 1911 году в Санкт-Петербурге. На международном уровне его первым главным турниром стал Кубок Бад-Хомбурга 1905 года (который он выиграл во втором классе), но проиграл во втором раунде Ирвингу Райту. В следующем году на чемпионате Висбадена, где он – еще подросток – был вынужден сняться со второго раунда после победы над герром фон Парпартом в стартовом раунде. Он сыграл в нескольких других турнирах по всей Германии, Франции и Швейцарии, прежде чем вернуться в Россию. Там он выиграл городские турниры в Москве и Санкт-Петербурге. В общей сложности он стал двукратным чемпионом Санкт-Петербурга в 1912 и 1914 годах и двукратным чемпионом Москвы в 1910 году в одиночном и парном разрядах.
Всего через неделю после своего первого титула в Санкт-Петербурге Сумароков отправился в Швецию, чтобы принять участие в летних Олимпийских играх 1912 года вместе с опытным игроком Александром Аленицыным. Этот турнир также стал для него единственной подготовкой к играм, так как перед этим ему нужно было сдать выпускные экзамены в средней школе. Аленицын снялся с соревнований в одиночном разряде на открытом воздухе перед их началом. В первом матче против чемпиона Швеции Карла Сеттервалля Сумароков легко лидировал в двух сетах, третий сет выиграл швед , а последний четвертый сет выиграл россиянин. В следующем раунде встретился с финалистом чемпионата мира на твёрдых кортах 1912 года немцем Оскаром Кройцером. Матч, свидетелем которого стала  великая княгиня Мария Павловна, был настолько напряжённым, что Сумароков порвал струны своей ракетки и был вынужден её заменить, но это не спасло его от поражения от немца в четырёх сетах. В парном турнире с Аленицыным дошёл до четвертьфинала. По результатам выступления был награждён «Почётным призовым дипломом».
Первые чемпионаты России, в которых могли участвовать иностранные игроки, впервые прошли в 1912 году. Среди участников из-за рубежа были Людвиг фон Зальм-Хугстратен, Харольд Китсон и Эйнэр Ульрих. Первым из этих крупных турниров стал полуфинал против графа Зальма. Австриец проиграл в двух сетах, оказав сопротивление только во втором. Финальный матч должен был стать противостоянием Китсона и Сумарокова, но продлился недолго. После того как Сумароков выиграл первый сет со счётом 6:3, Китсон расстроился, пожаловался судье, схватил полотенце и покинул корт, сославшись на травму правой руки, что привело к победе Сумарокова всухую. Он стал бесспорным чемпионом после победы в парном и смешанном разрядах с графом Зальмом и Екатериной Хиршфельд соответственно.
1913 год начался так же, как и годом ранее: Сумарокову пришлось сдавать университетские экзамены, поэтому у него было мало возможностей потренироваться перед отправкой в Париж на чемпионат мира по теннису на твёрдых кортах (англ). Там он в первом раунде победил француза Челли. Во втором раунде ему пришлось встретиться с молодым французским вундеркиндом и действующим олимпийским чемпионом Андре Гобером. Это было быстрое поражение, так как Сумароков не смог приспособиться к стремительной игре Гобера. Он также выбыл из парного разряда в самом первом раунде в основном из-за травмы ноги своего партнёра Поля Айме, которую он получил накануне вечером и из-за которой они были ограничены в движениях на протяжении всего матча. Как ни странно, именно благодаря этим ранним вылетам он получил право участвовать в утешительном турнире, который был организован для проигравших в первых двух раундах. Там он сыграл свой первый матч против одного из своих недавних соперников по парному разряду Уильяма ле Мэра де Варзе д’Эрмаль (у которого на тот момент был счёт 6:1 в личных встречах с другим чемпионом Бельгии Полем де Борманом). Это оказалась тяжёлая разминка перед последующими матчами, и игра шла два сета при счёте 6:6, пока Сумароков не вырвался вперёд.  Его бывший партнёр по парному разряду Поль Эйме снялся с четвертьфинала по неизвестным причинам и отдал ему победу всухую. В полуфинале его ждал приятный сюрприз: действующий обладатель утешительного титула Феликс Пипес проиграл ему в двух сетах. В финале он встретился с Людвигом фон Зальм-Хугстратеном, с которым играл на чемпионате России. В тот день стояла такая сильная жара, что это было опасно для здоровья. После того как счёт в матче стал 4:4, оба финалиста согласились оставить решение на усмотрение жребия и завершить матч. Удача была на стороне Зальма, и поэтому он был объявлен победителем. Кубок был вручён ему, но как только председатель Международной федерации лаун-тенниса Генри Уоллес понял, что имя победителя традиционно выгравировывалось на кубке, он передумал и разделил призы.
Две недели спустя Сумароков должен был защитить свой титул на втором ежегодном чемпионате России среди профессионалов. В турнире приняли участие 136 звёздных теннисистов, в том числе французы Морис Жермо, Макс Декюжи и британцы Артур Лоу и Чарльз П. Диксон. В первом полуфинале Сумароков встретился с Жермо и победил его в трёх сетах подряд, в то время как в другом полуфинале, в котором участвовали только англичане, Диксон одержал победу над Лоу. Финал показал, что российский игрок может противостоять и соперникам из первой десятки мирового рейтинга. Проигрывая два сета из трёх, он завершил матч двумя партиями и сохранил свой титул после 2 часов 54 минут борьбы. Затем он проиграл Диксону в первом раунде парного разряда, но снова победил его в смешанном парном разряде.
Хотя Сумароков никогда не играл в Кубке Дэвиса, он представлял Россию в международных матчах против Великобритании и Франции в последние два предшествовавшие Первой мировой войне. Сначала в 1913 году против английской команды, в которую входили Родерик Макнейр, Альберт Преббл, Артур Лоу и Чарльз П. Диксон. Две теннисные федерации договорились о проведении 12 матчей, в которых было 8 одиночных и 4 парных игры. Сумароков всё ещё был истощён после недавнего финала чемпионата России с Диксоном и поэтому легко проиграл Лоу и решил отказаться от дальнейшего участия. Его пришлось заменить неопытными игроками. В результате российская команда проиграла. Это был первый случай, когда была сформирована официальная национальная теннисная команда.
На чемпионате России 1914 года он стал пятикратным чемпионом, победив Хайнриха Кляйншрота в финале из пяти сетов. Любопытно, что во время российско-германской встречи произошло  убийство эрцгерцога Франца Фердинанда (которое позже переросло в Первую мировую войну), и Россия отправила во Францию своего представителя, чтобы укрепить возможный союз против Германской империи. Всего две недели спустя состоялся первый командный матч между Россией и Францией. Было решено следовать правилам Кубка Дэвиса, и французская делегация состояла из олимпийской сборной в составе Мориса Жермо, Макса Декюжи, Альбера Кане, Эдуара Мени де Маранга. Командный турнир был прерван в середине из-за начала Первой мировой войны, и гостям удалось сесть на последний поезд домой только перед тем, как 19 июля Германия объявила войну Российской империи.
После войны он выиграл чемпионат Мальты в 1919 году. В следующем году он завоевал свой первый титул во Франции на чемпионате Южной Франции, победив в финале в пяти сетах местного фаворита Алена Жербо. В следующем году в Ницце он выбыл на стадии полуфинала, проиграв Гордону Лоу. Однако он защитил свой титул на чемпионате Южной Франции, победив Джованни Бальби де Робекко, проиграв всего две партии. Это был первый раз, когда он выступил в паре с Сюзанн Ленглен в смешанном парном разряде, который они выиграли. В 1922 году он также одержал победу в Ницце, легко выиграв одиночный разряд у Мориса Ферье. Он также выиграл парный разряд с Жербо. Он во второй раз защитил титул чемпиона Южной Франции, обыграв в финале легендарного Анри Коше и Шарля Эшлимана. На том же турнире он также повторил свой прошлогодний успех с Ленглен, победив лорда Росэвиджа и Элизабет Райан в смешанном финале. Он почти отпраздновал свою первую победу в турнире «Тройная корона» со своим товарищем по команде Жербо, но потерпел поражение в парном финале против Росэвиджа-Коше. Стоит отметить, что Сумароков впервые играл на травяных кортах. В 1923 году команда Сумарокова-Ленглен уступила тот же титул Рэндольфу Лайсетту и Элизабет Райан. В 1931 году в теннисном клубе «Парк Империал» в Ницце Джордж Литтлтон-Роджерс и его партнёрша Рози Берте одержали сокрушительную победу над Сумароковым и мисс Дж. Фрэнкс в смешанном финале. В том же году он занял второе место в смешанном парном разряде на двух других турнирах в теннисном клубе «Нью Корт» и теннисном клубе «Канны», проиграв оба раза. Он дошел до полуфинала в парном и смешанном разрядах на турнире теннисного клуба Ниццы. Он трижды подряд, начиная с 1935 года, выигрывал чемпионат России по теннису среди эмигрантов. Он стал профессионалом в 1936 году.

### Спортивные достижения
- 8-кратный чемпион России (в 1912 году — абсолютный чемпион):
  - в одиночном разряде (1910—1914)
  - парном разряде (1912)
  - смешанном разряде (1912—1913)
- Победитель первых в России состязаний на крытых кортах в одиночном и парном разрядах (1911).

## Память
- В 2002 году одним из первых был введён в Зал российской теннисной славы в номинации «Пионеры отечественного тенниса»[15][16].
- С 2003 года в Петербурге на кортах петербургского СК «Крестовский» проходит чемпионат по теннису «Мемориал графа М. Н. Сумарокова-Эльстона», посвящённый памяти спортсмена[6].